# Festival du film indonésien 2020
Le Festival du film indonésien 2020 est la 40e édition du Festival du film indonésien, organisé par l'Agence indonésienne du film. La cérémonie de remise des prix a eu lieu le 5 décembre 2020, au Jakarta Convention Center et a été diffusée par TVRI.
Cette édition du festival porte sur le thème de #SatuHariSatuHalBaikFilmIndonesia qui peut se traduire par Un jour, un bon film indonésien. Cette thématique est liée au fait que le festival s'est tenu en pleine pandémie de Covid-19. Le ministre de l'Éducation et de la Culture indonésien a voulu prouver la résilience et la persévérance de l'industrie cinématographique indonésienne face aux défis de la pandémie.
Le jury de la 41e édition a été présidé par la réalisatrice indonésienne Nia Dinata.
Le film Perempuan Tanah Jahanam (id) de Joko Anwar a établi le nouveau record de nominations en étant nommé à 17 reprises. Ce record appartenait auparavant au film Marlina, la tueuse en quatre actes (Marlina si Pembunuh dalam Empat Babak) avec 14 nominations en 2018.

## Présentateurs et intervenants
- Tissa Biani, maîtresse de cérémonie
- Laura Basuki, maîtresse de cérémonie
- Chicco Jerikho, maître de cérémonie
- Reza Rahadian, maître de cérémonie
- Asmara Abigail et Daniel Mananta, pour la remise du meilleur court métrage de fiction et du meilleur film d'animation
- Christine Hakim et Joko Anwar, pour la remise du meilleur court métrage documentaire et du meilleur film documentaire
- Karina Suwandi et Chicco Jerikho, pour la remise des meilleurs costumes et des meilleurs maquillages et coiffures
- Princesse Ayudya, pour la remise de la meilleure photographie
- Dian Sastrowardoyo pour la remise de la meilleure critique de film et de l'acteur préféré du public
- Rano Karno, pour la remise du film préféré du public et de l'actrice préférée du public
- Djenar Maesa Ayu, pour la remise de la meilleure adaptation et du meilleur scénario original
- Yayan Ruhian et Twindy Rarasati, pour la remise du meilleur montage et des meilleurs effets visuels
- Aimée Saras et Aghi Narottama, pour la remise du meilleur son et des meilleurs décors
- Aurélie Moeremans et Kiki Narendra, pour la remise de la meilleure musique originale, de la meilleure chanson original
- Riri Riza et Faradina Mufti, pour la remise du meilleur acteur dans un second rôle et de la meilleure actrice dans un second rôle
- Karina Salim et Lukman Sardi, pour la remise du prix de la meilleure actrice et du meilleur acteur
- Tara Basro, pour la remise de la meilleure réalisation
- Hilmar Farid et Laura Basuki, pour la remise du meilleur film

## Palmarès
Le 7 novembre 2020, le comité du FFI a annoncé les nominations en ligne. Pour la première année, et en raison du contexte sanitaire, sont éligibles les films sortis en salles et les films sortis sur les plateformes de streaming. 

### Meilleur film
- Perempuan Tanah Jahanam (id) de Joko Anwar, produit par Shanty Hermayn, Tia Hasibuan, Auora Lovenson et Ben Soebikto
  - Hiruk-Pikuk si Al-Kisah de Yosep Anggi Noen, produit par Yosep Anggi Noen, Yulia Evina Bhara, Edwin Nazir et Arya Sweta
  - Humba Dreams de Riri Riza, produit par Mira Lesmana
  - Imperfect: Karier, Cinta & Timbangan d'Ernest Prakasa, produit par Chand Parwez et Fiaz Servia
  - Mudik d'Adriyanto Dewo, produit par Perlita Desiani
  - Susi Susanti: Love All de Sim F, produit par Daniel Mananta, Reza Hidayat et Guillaume Catala

### Meilleur réalisateur
- Joko Anwar pour Perempuan Tanah Jahanam (id)
  - Faozan Rizal pour Abracadabra (en)
  - Riri Riza pour Humba Dreams
  - Sim F pour Susi Susanti: Love All
  - Yosep Anggi Noen pour Hiruk-Pikuk si Al-Kisah

### Meilleure actrice
- Laura Basuki pour le rôle de Susi Susanti dans Susi Susanti: Love All
  - Faradina Mufti pour le rôle de Ibu Rahayu dans  Guru-guru Gokil
  - Jessica Mila pour le rôle de Rara dans Imperfect: Karier, Cinta & Timbangan
  - Putri Ayudya pour le rôle de Aida dans Mudik
  - Tara Basro pour le rôle de Maya dans Perempuan Tanah Jahanam
  - Ully Triani pour le rôle de Ana dans Humba Dreams

### Meilleur acteur
- Gunawan Maryanto dans le rôle de Siman dans Hiruk-Pikuk si Al-Kisah
  - Alqusyairi Radjamuda dans le rôle de Gimba dans Mountain Song
  - Ario Bayu pour le rôle de Ki Saptadi dans Perempuan Tanah Jahanam
  - Dion Wiyoko pour le rôle de Alan Budikusuma dans Susi Susanti: Love All
  - Ibnu Jamil pour le rôle de Firman dans Mudik
  - Reza Rahadian pour le rôle de Lukman dans Abracadabra (en)
  - Reza Rahadian pour le rôle de Dika dans Imperfect: Karier, Cinta & Timbangan

### Meilleure actrice dans un second rôle
- Christine Hakim pour le rôle de Nyi Misni dans Perempuan Tanah Jahanam
  - Asmara Abigail pour le rôle de Santi dans Mudik
  - Asri Welas pour le rôle de Ibu Indah dans Guru-guru Gokil
  - Dewi Irawan pour le rôle de Ratih dans Imperfect: Karier, Cinta & Timbangan
  - Marissa Anita pour le rôle de Dini dans Perempuan Tanah Jahanam
  - Ratna Riantiarno pour le rôle de Ibu Ros dans Love for Sale 2
  - Ria Irawan pour le rôle de Bu Ramah dans Mekah I'm Coming

### Meilleur acteur dans un second rôle
- Ade Firman Hakim dans le rôle de Maman dans Ratu Ilmu Hitam
  - Butet Kertaradjasa pour le rôle de Kepala Polisi dans Abracadabra
  - Iszur Muchtar pour le rôle de Risad Haditono dans Susi Susanti: Love All
  - Kiki Narendra pour le rôle de Bambang dans Perempuan Tanah Jahanam (id)
  - Totos Rasiti pour le rôle de Pak Soleh dans Mekah I'm Coming
  - Yoga Pratama pour le rôle de Agus dans Mudik
  - Yusuf Mahardika (id) pour le rôle de Ndapuk dan Tupon dans Hiruk-Pikuk si Al-Kisah

### Meilleur scénario original
- Adriyanto Dewo pour Mudik
  - Joko Anwar pour Perempuan Tanah Jahanam
  - Riri Riza pour Humba Dreams
  - Syarika Bralini, Raditya, Daud Sumolang, Sinar Ayu Massie et Raymond Lee pour Susi Susanti: Love All
  - Yosep Anggi Noen pour Hiruk-Pikuk si Al-Kisah
  - Yusuf Radjamuda pour Mountain Song

### Meilleure adaptation
- Ernest Prakasa et Meira Anastasia pour Imperfect: Karier, Cinta & Timbangan
  - Joko Anwar pour Ratu Ilmu Hitam

### Meilleure photographie
- Ical Tanjung pour Perempuan Tanah Jahanam
  - Bayu Prihantoro pour Humba Dreams
  - Gandang Warah pour Abracadabra (en)
  - Ujel Bausad pour Mountain Song
  - Vera Lestava pour Mudik
  - Yunus Pasolang pour Susi Susanti: Love All

### Meilleur montage
- Dinda Amanda pour Perempuan Tanah Jahanam
  - Ahyat Andrianto pour Mekah I'm Coming
  - Ahmad Fesdi Anggoro et Yosep Anggi Noen pour Hiruk-Pikuk si Al-Kisah
  - Arifin Cuunk pour Mudik
  - Arifin Cuunk pour Ratu Ilmu Hitam
  - Ryan Purwoko pour Imperfect: Karier, Cinta & Timbangan

### Meilleurs effets visuels
- Gaga Nugraha pour Ratu Ilmu Hitam
  - Abby Eldipie pour Perempuan Tanah Jahanam
  - Amrin Nugraha pour Abracadabra
  - Kotak Ide pour Mangkujiwo
  - Satriya Mahardhika, Wahyu Ponco, Ardian Krisna Wijaya et Stephen Kingsyah pour Susi Susanti: Love All
  - Setyo Anggono, Lucas Ahityo et Kholish Abdulhaq pour Sebelum Iblis Menjemput Ayat 2
  - X. Jo pour Habibie & Ainun 3

### Meilleur son
- Mohamad Ikhsan, Syamsurrijal et Anhar Moha pour Perempuan Tanah Jahanam
  - Arief Budi Santoso et Hiro Ishizaka pour Sebelum Iblis Menjemput Ayat 2
  - Hadrianus Eko Sunu, Firman Satyanegara, L.H. Aim Adi Negara, Bagas Oktariyan Ananta et Yasuhiro Morinaga pour Hiruk-Pikuk si Al-Kisah
  - Khrisna Purna Ratmara et Dicky Permana pour Abracadabra
  - Mohamad Ikhsan, Trisno et Syamsurrijal pour Mangkujiwo
  - Mohamad Ikhsan, Adhitya Indra et Trisno pour Susi Susanti: Love All
  - Syamsurrijal et Anhar Moha pour Imperfect: Karier, Cinta & Timbangan

### Meilleure musique originale
- Aksan Sjuman pour Humba Dreams
  - Aghi Narottama et Bemby Gusti pour Susi Susanti: Love All
  - Aghi Narottama et Bemby Gusti pour Perempuan Tanah Jahanam
  - Ifa Fachir et Dimas Wibisana pour Imperfect: Karier, Cinta & Timbangan
  - Lie Indra Perkasa pour Mudik
  - Ofel Obaja pour Nanti Kita Cerita tentang Hari Ini

### Meilleure chanson originale
- Fine Today dans Nanti Kita Cerita tentang Hari Ini - Ardhito Pramono
  - Dari Kata Turun Ke Hati dans Toko Barang Mantan - Andi Rianto et Titien Wattimena
  - Pujaan Hati dans Perempuan Tanah Jahanam - The Spouse et Tia Hasibuan
  - Tak Harus Sempurna dans Imperfect: Karier, Cinta & Timbangan - Ifa Fachir et Reza Rahadian

### Meilleurs costumes
- Hagai Pakan pour Abracadabra
  - Aldie Harra pour Si Manis Jembatan Ancol
  - Andhika Dharmapermana pour Imperfect: Karier, Cinta & Timbangan
  - Irmina Kristini pour Hiruk-Pikuk si Al-Kisah
  - Isabelle Patrice pour Perempuan Tanah Jahanam
  - Jeanne Elizabeth Fam pour Guru-guru Gokil
  - Nuni Triani pour Susi Susanti: Love All

### Meilleurs décors
- Vida Sylvia Pasaribu pour Abracadabra
  - Deki Yudhanto pour Hiruk-Pikuk si Al-Kisah
  - Frans XR Paat pour Perempuan Tanah Jahanam
  - Frans XR Paat pour Susi Susanti: Love All

### Meilleurs maquillages et coiffures
- Eba Sheba pour Abracadabra
  - Aktris Handradjasa et Teguh Widodo pour Habibie & Ainun 3
  - Anismcaw pour Hiruk-Pikuk si Al-Kisah
  - Eba Sheba pour Susi Susanti: Love All
  - Darwyn Tse pour Perempuan Tanah Jahanam
  - Talia Subandrio pour Imperfect: Karier, Cinta & Timbangan
  - Ucok Albasirun pour Ratu Ilmu Hitam

### Meilleur court métrage de fiction
- Jemari yang Menari di Atas Luka-Luka de Putri Sarah Amelia
  - Fitrah de Yulinda Dwi Andriyani
  - Hai Guys Balik Lagi sama Gue, Tuhan! de Winner Wijaya
  - Kemanten de Imam Syafi'i
  - Lantun Rakyat de Dwi Cahya

### Meilleur court métrage documentaire
- Ibu Bumi de Chairun Nissa
  - Cerita Tentang Sinema di Sudut yang Lain de Hariwi
  - Cipto Rupo de Catur Panggih Raharjo
  - Dulhaji Dolena de Anita Reza Zein
  - Golek Garwo de Wahyu Utami

### Meilleur film documentaire
- You and I de Fanny Chotimah
  - Between the Devil and the Deep Blue Sea de D.S. Nugraheni

### Meilleur film d'animation
- Prognosis de Ryan Adriandhy
  - Handcrafted de Angelia
  - Kasat Mata de Sari Pololessy
  - Nussa Bundaku de Chrisnawan "Cicis" Martantio

## Statistiques

### Nominations multiples
- 17: Perempuan Tanah Jahanam
- 13: Susi Susanti: Love All
- 11: Imperfect: Karier, Cinta & Timbangan
- 10: Hiruk-Pikuk si Al-Kisah
- 9: Abracadabra, Mudik
- 6: Humba Dreams
- 5: Ratu Ilmu Hitam
- 3: Guru-guru Gokil, Mekah I'm Coming, Mountain Song
- 2: Habibie & Ainun 3, Mangkujiwo, Nanti Kita Cerita tentang Hari Ini, Sebelum Iblis Menjemput Ayat 2

### Récompenses multiples
- 6 :	Perempuan Tanah Jahanam
- 3 : Abracadabra
- 2 : Ratu Ilmu Hitam